# Cardiococcus formosanus
Cardiococcus formosanus är en insektsart som först beskrevs av Takahashi 1930.  Cardiococcus formosanus ingår i släktet Cardiococcus och familjen skålsköldlöss.
Artens utbredningsområde är Taiwan. Inga underarter finns listade i Catalogue of Life.